# Anita Roddick
Pour les articles homonymes, voir Roddick.
Anita Roddick, née Anita Lucia Perelli le 23 octobre 1942 et morte le 10 septembre 2007, est une femme d'affaires britannique, militante des droits de l'homme et de la protection de l'environnement. Elle a milité avec Greenpeace et The Big Issue, un journal destiné à être vendu par les sans abris et cofondé par son mari Gordon Roddick et par John Bird.
Elle a également fondé la société The Body Shop.

## Biographie
Née en 1942 à Littlehampton, Anita Roddick est la fille d'une famille d'émigrants italiens.
En 1976, elle fonde The Body Shop, une entreprise de produits de beauté 100 % écologiques. Il s'agit de l'une des premières à s'opposer à l'expérimentation sur les animaux. Anita Roddick est une pionnière dans ce domaine en Grande-Bretagne, attachée à la notion de la responsabilité sociale des entreprises et s'étant construit une image d'idéalisme et d'intégrité.
En 2003, elle est nommée Dame Commandeur de l'ordre de l'Empire britannique, par la reine Élisabeth II.
En février 2007, elle annonce qu'elle souffre d'une hépatite C, qu'elle a contractée lors d'une transfusion sanguine à la naissance de sa plus jeune fille, Sam, en 1971. Elle meurt le 10 septembre 2007, à 64 ans, d'une hémorragie cérébrale.